# MKB-10 poglavlje IV: Endokrine, nutricijske i metaboličke bolesti

## (E00-E35) - Endokrine bolesti

### (E00-E07) - Bolesti štitnjače
- E00 Prirođeni sindrom manjka joda
  - E00.0 Prirođeni sindrom manjka, joda, neurološki tip
  - E00.1 Prirođeni sindrom manjka joda, miksedematozni tip
  - E00.2 Prirođeni sindrom manjka joda, mještoviti tip
  - E00.9 Prirođeni sindrom manjka joda, nespecificiran

- E01 Poremećaji štitnjače i prateća stanja uvjetovana manjkom joda
  - E01.0 Difuzna (endemska) struma uvjetovana manjkom joda
  - E01.1 Multinodularna (endemska) struma uvjetovana manjkom joda
  - E01.2 Struma (endemska) uvjetovana manjkom joda, nespecificirana
  - E01.8 Drugi poremećaji štitnjače i prateća stanja uvjetovani manjkom joda

- E02 Supklinička hipotireoza zbog manjka joda
  - E02.0 Supklinička hipotireoza zbog manjka joda

- E03 Ostale hipotireoze
  - E03.0 Priro|ena hipotireoza s difuznom strumom
  - E03.1 Priro|ena hipotireoza bez strume
  - E03.2 Hipotireoza uzrokovana lijekovima i drugim egzogenim tvarima
  - E03.3 Postinfekcijska hipotireoza
  - E03.4 Atrofija štitnjače (stečena)
  - E03.5 Miksedematozna koma
  - E03.8 Druga specificirana hipotireoza
  - E03.9 Hipotireoza, nespecificirana

- E04 Druge netoksične guše (strume)
  - E04.0 Netoksična difuzna struma
  - E04.1 Netoksični (pojedinačni) čvor štitnjače
  - E04.2 Netoksična multinodularna struma
  - E04.8 Ostale specificirane netoksične strume
  - E04.9 Netoksična struma, nespecificirana

- E05 Tireotoksikoza (hipertireoza)
  - E05.0 Tireotoksikoza s difuznom strumom
  - E05.1 Tireotoksikoza s jednim toksičnim čvorom štitnjače
  - E05.2 Tireotoksikoza s toksičnom multinodularnom gušavosti
  - E05.3 Tireotoksikoza iz ektopičnoga tkiva štitnjače
  - E05.4 Thyrotoxicosis factitia
  - E05.5 Tireoidna kriza ili tireotoksična oluja
  - E05.8 Tireotoksikoza drugog podrijetla
  - E05.9 Tireotoksikoza, nespecificirana

- E06 Tireoiditis
  - E06.0 Akutni tireoiditis
  - E06.1 Subakutni tireoiditis
  - E06.2 Kronični tireoiditis s prolaznom tireotoksikozom
  - E06.3 Autoimuni tireoiditis
  - E06.4 Tireoiditis uzrokovan lijekom
  - E06.5 Ostali kronični tireoiditisi
  - E06.9 Tireoiditis, nespecificiran

- E07 Drugi poremećaji štitnjače
  - E07.0 Hipersekrecija kalcitonina
  - E07.1 Gušavost s genetskim hormonalnim disbalansom
  - E07.8 Drugi specificirani poremećaji štitnjače
  - E07.9 Poremećaj štitnjače, nespecificiran

### (E10-E16) - Bolesti gušterače

#### (E10-E14) - Dijabetes mellitus
- E10 Dijabetes melitus ovisan o inzulinu
  - E10.0 Dijabetes melitus ovisan o inzulinu
- E11 Dijabetes melitus neovisan o inzulinu
  - E11.0 Dijabetes melitus neovisan o inzulinu

- E12 Dijabetes melitus uvjetovan pothranjenošću (malnutricijski)
  - E12.0 Dijabetes melitus uvjetovan pothranjenošću (malnutricijski)

- E13 Drugi specificirani dijabetes melitus
  - E13.0 Drugi specificirani dijabetes metlitus

- E14 Dijabetes melitus, nespecificirani
  - E14.0 Dijabetes melitus, nespecificirani

#### (E15-E16) - Drugi poremećaji regulacije glukoze i unutrašnjeg izlučivanja gušterače
- E15 Nedijabetična hipoglikemijska koma
  - E15.0 Nedijabetična hipoglikemijska koma

- E16 Drugi poremećaji unutrašnjeg izlučivanja gušterače
  - E16.0 Lijekom uzrokovana hipoglikemija bez kome
  - E16.1 Druga hipoglikemija
  - E16.2 Hipoglikemija, nespecificirana
  - E16.3 Povećano izlučivanje glukagona
  - E16.8 Drugi specificirani poremećaji unutrašnjeg izlučivanja gušterače
  - E16.9 Poremećaj unutrašnjeg izlučivanja gušterače, nespecificiran

### (E20-E21) - Bolesti paratireoidne žlijezde
- E20 Hipoparatireoidizam
  - E20.0 Idiopatski hipoparatireoidizam
  - E20.1 Pseudohipoparatireoidizam
  - E20.2 Drugi hipoparatireoidziam
  - E20.9 Hipoparatireoidizam, nespecificiran

- E21 Hiperparatireoidizam i drugi poremećaji paratireoidne žlijezde
  - E21.0 Primarni hiperparatireoidizam
  - E21.1 Sekundarni hiperparatireoidizam, nesvrstan drugamo
  - E21.2 Drugi hiperparatireoidizam
  - E21.3 Hiperparatireoidizam, nespecificiran
  - E21.4 Drugi specificirani poremećaji paratireoidne žlijezde
  - E21.5 Poremećaj paratireoidne žlijezde, nespecificiran

### (E22-E23) - Bolesti pituitarne žlijezde
- E22 Hiperfunkcija pituitarne žlijezde
  - E22.0 Akromegalija i pituitarni gigantizam
  - E22.1 Hiperprolaktinemija
  - E22.2 Sindrom neodgovarajućeg izlučivanja antidiuretskog hormona
  - E22.8 Ostalo prekomjerno izlučivanje pituitarne žlijezde
  - E22.9 Hiperfunkcija pituitarne žlijezde, nespecificirana

- E23 Hipofunkcija i drugi poremećaji pituitarne žlijezde
  - E23.0 Hipopituitarizam
  - E23.1 Lijekom uzrokovan hipopituitarizam
  - E23.2 Dijabetes insipidus
  - E23.3 Hipotalamična disfunkcija, nesvrstana drugamo
  - E23.6 Drugi poremećaji pituitarne žlijezde
  - E23.7 Poremećaj pituitarne žlijezde, nespecificiran

### (E24-E27) - Bolesti nadbubrežne žlijezde
- E24 Cushingov sindrom
  - E24.0 Cushingova bolest ovisna o pituitarnoj žlijezdi
  - E24.1 Nelsonov sindrom
  - E24.2 Lijekom uzrokovani Cushingov sindrom
  - E24.3 Ektopični ACTH sindrom
  - E24.4 Pseudo-Cushingov sindrom uvjetovan alkoholom
  - E24.8 Drugi Cushingov sindrom
  - E24.9 Cushingov sindrom, nespecificiran

- E25 Adrenogenitalni poremećaji
  - E25.0 Prirođeni adrenogenitalni poremećaji udruženi s manjkom enzima
  - E25.8 Drugi adrenogenitalni poremećaji
  - E25.9 Adrenogenitalni poremećaj, nespecificiran

- E26 Hiperaldosteronizam
  - E26.0 Primarni hiperaldosteronizam
  - E26.1 Sekundarni hiperaldosteronizam
  - E26.8 Drugi hiperaldosteronizam
  - E26.9 Hiperaldosteronizam, nespecificiran

- E27 Ostali poremećaji nadbubrežne žlijezde
  - E27.0 Ostala prekomjerna adrenokortikalna aktivnost
  - E27.1 Primarna adrenokortikalna insuficijencija
  - E27.2 Addisonova kriza
  - E27.3 Lijekom uzrokovana adrenokortikalna insuficijencija
  - E27.4 Druga i nespecificirana adrenokortikalna insuficijencija
  - E27.5 Adrenomedularna hiperfunkcija
  - E27.8 Drugi specificirani poremećaji nadbubrežne žlijezde
  - E27.9 Poremećaj nadbubrežne žlijezde, nespecificiran

### (E28-E30) - Bolesti spolnih žlijezda
- E28 Poremećaj funkcije jajnika
  - E28.0 Suvišak estrogena
  - E28.1 Suvišak androgena
  - E28.2 Sindrom policističnog jajnika
  - E28.3 Primarna disfunkcija jajnika
  - E28.8 Ostali poremećaji jajnika
  - E28.9 Disfunkcija jajnika, nespecificirana

- E29 Testikularna disfunkcija
  - E29.0 Testikularna hiperfunkcija
  - E29.1 Testikularna hipofunkcija
  - E29.8 Ostali testikularni poremećaji
  - E29.9 Testikularna disfunkcija, nespecificirana

- E30 Poremaćaji puberteta, nesvrstani drugamo
  - E30.0 Zakašnjeli pubertet
  - E30.1 Prijevremeni pubertet
  - E30.8 Ostali poremećaji puberteta
  - E30.9 Poremećaj puberteta, nespecificiran

### (E31-E35) - Ostale bolesti žlijezda
- E31 Poliglandularna disfunkcija
  - E31.0 Autoimuna poliglandularna disfunkcija
  - E31.1 Poliglandularna hiperfunkcija
  - E31.8 Druga poliglandularna disfunkcija
  - E31.9 Poliglandularna disfunkcija, nespecificirana

- E32 Bolesti timusa
  - E32.0 Trajna hiperplazija timusa
  - E32.1 Apsces timusa
  - E32.8 Ostale bolesti timusa
  - E32.9 Bolest timusa, nespecificirana

- E34 Ostali endokrini poremećaji
  - E34.0 Karcinoidni sindrom
  - E34.1 Ostala prekomjerna izlučivanja intestinalnih hormona
  - E34.2 Ektopično izlučivanje hormona, nesvrstano drugamo
  - E34.3 Zaostalost u rastu, nesvrstana drugamo
  - E34.4 Konstitucionalno visoki rast
  - E34.5 Sindrom androgene rezistencije
  - E34.8 Ostali specificirani endokrini poremećaji
  - E34.9 Endokrini poremećaj, nespecificiran

- E35* Poremećaji endokrinih žlijezda u bolestima svrstanim drugamo
  - E35.0* Poremećaji štitnjače u bolestima svrstanim drugamo
  - E35.1* Poremećaji nadbubrežnih žlijezda u bolestima svrstanim drugamo
  - E35.8* Poremećaji drugih endokrinih žlijezda u bolestima svrstanim drugamo

## (E40-E68) - Bolesti zbog prehrane

### (E40-E46) - Pothranjenost
- E40 Kvašiorkor
  - E40.0 Kvašiorkor

- E41 Marazam zbog deficitarne prehrane
  - E41.0 Marazam zbog deficitarne prehrane

- E42 Marazmični kvašiorkor
  - E42.0 Marazmični kvašiorkor

- E43 Nespecificirana teška proteinsko energijska pothranjenost
  - E43.0 Nespecificirana teška proteinsko energijska pothranjenost

- E44 Proteinsko energijska pothranjenost umjerenog i blagog stupnja
  - E44.0 Umjerena proteinsko energijska pothranjenost
  - E44.1 Blaga proteinsko energijska pothranjenost

- E45 Zaostajanje u razvoju zbog proteinsko energijske pothranjenosti
  - 45.0 Zaostajanje u razvoju zbog proteinsko energijske pothranjenosti

- E46 Nespecificirana proteinsko energijska pothranjenost
  - 46.0 Nespecificirana ptoteinsko energijska pothranjenost

### (E50-E64) - Ostali nedostaci potaknuti prehranom
- E50 Manjak vitamina A
  - E50.0 Manjak vitamina A sa kserozom spojnica
  - E50.1 Manjak vitamina A s Bitotovim pjegama i kserozom spojnica
  - E50.2 Manjak vitamina A sa kserozom rožnice
  - E50.3 Manjak vitamina A s ulceracijom rožnice i kserozom
  - E50.4 Manjak vitamina A s keratomalacijom
  - E50.5 Manjak vitamina A s noćnom sljepoćom
  - E50.6 Manjak vitamina A sa kseroftalmičkim ožiljicima rožnice
  - E50.7 Ostale očne manifestacije zbog manjka vitamina A
  - E50.8 Ostale manifestacije manjak vitamaina A
  - E50.9 Manjak vitamina A, nespecificiran

- E51 Manjak tijamina
  - E51.1 Beriberi
  - E51.2 Wernickeova encefalopatija
  - E51.8 Ostale manifestacije manjka tijamina
  - E51.9 Manjak tiamina, nespecificiran

- E52 Manjak niacina (pelagra)
  - E52.0 Manjak nijacina (pelagra)

- E53 Manjak ostalih vitamina B skupine
  - E53.0 Manjak riboflavina
  - E53.1 Manjak piridoksina
  - E53.8 Manjak ostalih specificiranih vitamina skupine B
  - E53.9 Manjak vitamina B, nespecificiran

- E54 Manjak askorbinske kiseline
  - E54.0 Manjak askorbinske kiseline

- E55 Manjak vitamina D
  - E55.0 Rahitis, aktivni
  - E55.9 Manjak vitamina D, nespecificiran

- E56 Ostali nedostaci vitamina
  - E56.0 Manjak vitamina E
  - E56.1 Manjak vitamina K
  - E56.8 Manjak ostalih vitamina
  - E56.9 Manjak vitamina, nespecificiran

- E58 Manjak kalcija u prehrani
  - E58.0 Manjak kalcija u prehrani

- E59 Manjak selenija u prehrani
  - E59.0 Manjak selenija u prehrani

- E60 Manjak cinka u prehrani
  - E60.0 Manjak cinka u prehrani

- E61 Manjak ostalih prehrambenih tvari
  - E61.0 Manjak bakra
  - E61.1 Manjak željeza
  - E61.2 Manjak magnezija
  - E61.3 Manjak mangana
  - E61.4 Manjak kroma
  - E61.5 Manjak molibdena
  - E61.6 Manjak vanadija
  - E61.7 Manjak više prehrambenih tvari
  - E61.8 Manjak ostalih specificiranih prehrambenih tvari
  - E61.9 Manjak prehrambene tvari, nespecificiran

- E63 Ostali prehrambeni nedostaci
  - E63.0 Manjak esencijalnih masnih kiselina (EMK)
  - E63.1 Neravnoteža sastojaka unesene hrane
  - E63.8 Ostali specificirani prehrambeni deficiti
  - E63.9 Prehrambeni nedostatak, nespecificiran

- E64 Posljedice pothranjenosti i ostalih prehrambenih nedostataka
  - E64.0 Posljedice proteinsko energijske pothranjenosti
  - E64.1 Posljedice manjka vitamina A
  - E64.2 Posljedice manjka vitamina C
  - E64.3 Posljedice rahitisa
  - E64.8 Posljedice ostalih prehrambenih deficita
  - E64.9 Posljedice nespecificiranih prehrambenih deficita

### (E65-E68) - Pretilost i ostala hiperalimentacija
- E65 Lokalizirana pretilost
  - E65.0 Lokalizirana pretilost

- E66 Pretilost
  - E66.0 Pretilost zbog prekomjerna unosa energije
  - E66.1 Lijekom uzrokovana pretilost
  - E66.2 Krajnja (ekstremna) pretilost s alveolarnom hipoventilacijom
  - E66.8 Druga pretilost
  - E66.9 Pretilost, nespecificirana

- E67 Druga hiperalimentacija
  - E67.0 Hipervitaminoza A
  - E67.1 Hiperkarotinemija
  - E67.2 Megavitamin-B 6 sindrom
  - E67.3 Hipervitaminoza D
  - E67.8 Ostala specificirana hiperalimentacija

- E68 Posljedice hiperalimentacije
  - E68.0 Posljedice hiperalimentacije

## (E70-E90) - Bolesti metabolizma =

### (E70-E79) - Poremećaji metabolizma proteina, masti i ugljikohidrata

#### (E70-E72) - Aminokiseline
- E70 Poremećaji metabolizma aromatskih aminokiselina
  - E70.0 Klasična fenilketonurija
  - E70.1 Ostale hiperfenilalaninemije
  - E70.2 Poremećaji metabolizma tirozina
  - E70.3 Albinizam
  - E70.8 Ostali poremećaji metabolizma aromatskih aminokiselina
  - E70.9 Poremećaj metabolizma aromatskih aminokiselina,nespecificiran

- E71 Poremećaji metabolizma lačano vezanih aminokiselina i metabolizma masnih kiselina
  - E71.0 Bolest s mokraćom poput javorova sirupa
  - E71.1 Ostali poremećaji metabolizma lančano vezanih aminokiselina
  - E71.2 Poremećaj metabolizma lančano vezanih aminokiselina, nespecificiran
  - E71.3 Poremećaji metabolizma masnih kiselina

- E72 Ostali poremećaji metabolizma aminokiselina
  - E72.0 Poremećaji prijenosa aminokiselina
  - E72.1 Poremećaji metabolizma aminokiselina koje sadrže sumpor
  - E72.2 Poremećaji metabolizma ciklusa ureje
  - E72.3 Poremećaji metabolizma lizina i hidroksilizina
  - E72.4 Poremećaji metabolizma ornitina
  - E72.5 Poremećaji metabolizma glicina
  - E72.8 Ostali specificirani poremećaji metabolizma aminokiselina
  - E72.9 Poremećaj metabolizma aminokiselina, nespecificiran

#### (E73-E74) - Ugljikohidrati
- E73 Intolerancija laktoze
  - E73.0 Prirođeni manjak laktaze
  - E73.1 Sekundarni manjak laktaze
  - E73.8 Druga intolerancija laktoze
  - E73.9 Intolerancija laktoze, nespecificirana

- E74 Drugi poremećaji metabolizma ugljikohidrata
  - E74.0 Bolest nagomilavanja glikogena
  - E74.1 Poremećaji metabolizma fruktoze
  - E74.2 Poremećaji metabolizma galaktoze
  - E74.3 Ostali poremećaji crijevne apsorpcije ugljikohidrata
  - E74.4 Poremećaji metabolizma piruvata i glukoneogeneze
  - E74.8 Drugi specificirani poremećaji metabolizma ugljikohidrata
  - E74.9 Poremećaj metabolizma ugljikohidrata, nespecificiran

#### (E75) - Lipidi
- E75 Poremećaji metabolizma sfingolipida i ostali poremećaji nakupljanja lipida
  - E75.0 GM2 gangliozidoza
  - E75.1 Ostale gangliozidoze
  - E75.2 Ostale sfingolipidoze
  - E75.3 Sfingolipidoza, nespecificirana
  - E75.4 Neuronalna ceroidna lipofuscinoza
  - E75.5 Ostali poremećaji pohranjivanja lipida
  - E75.6 Poremećaj pohranjivanja lipida, nespecificiran

#### (E76-E78) - Mješoviti poremećaji
- E76 Poremećaji metabolizma glikozaminoglikana
  - E76.0 Mukopolisaharidoza, tip I
  - E76.1 Mukopolisaharidoza, tip II
  - E76.2 Ostale mukopolisaharidoze
  - E76.3 Mukopolisaharidoza, nespecificirana
  - E76.8 Ostali poremećaji metabolizma glukozaminoglikana
  - E76.9 Poremećaj metabolizma glukozaminoglikana, nespecificiran

E77 Poremećji metabolizma glikoproteina
- - E77.0 Defekti u posttranslacijskoj modifikaciji lizosomskih enzima
  - E77.1 Defekti u razgradnji glikoproteina
  - E77.8 Ostali poremećaji metabolizma glikoproteina
  - E77.9 Poremećaj metabolizma glikoproteina, nespecificiran

- E78 Poremećaji metabolizma lipoproteina i ostale lipidemije
  - E78.0 Hiperkolesterolemija
  - E78.1 Hipergliceridemija
  - E78.2 Mješovita hiperlipidemija
  - E78.3 Hiperhilomikronemija
  - E78.4 Druga hiperlipidemija
  - E78.5 Hiperlipidemija, nespecificirana
  - E78.6 Manjak lipoproteina
  - E78.8 Ostali poremećaji metabolizma lipoproteina
  - E78.9 Poremećaj metabolizma lipoproteina, nespecificiran

### (E79-E90) - Ostali poremećaji metabolizma
- E79 Poremećaji metabolizma purina i pirimidina
  - E79.0 Hiperuricemija bez znakova upalnog artritisa i stvaranja tofa
  - E79.1 Lesch-Nyhanov sindrom
  - E79.8 Ostali poremećaji metabolizma purina i pirimidina
  - E79.9 Poremećaj metabolizma purina i pirimidina, nespecificiran

- E80 Poremaćaj eritropoezna porfirija
  - E80.1 Porphyria cutenea tarda
  - E80.2 Druga porfirija
  - E80.3 Defekti katalaze i peroksidaze
  - E80.4 Gilbertov sindrom
  - E80.5 Crigler-Najjarov sindrom
  - E80.6 Ostali poremećaji metabolizma bilirubina
  - E80.7 Poremaćaj metaolizma bilirubina, nespecificiran

- E83 Poremećaji metabolizma minerala
  - E83.0 Poremećaji metabolizma bakra
  - E83.1 Poremećaji metabolizma željeza
  - E83.2 Poremećaji metabolizma cinka
  - E83.3 Poremećaji metabolizma fosfora
  - E83.4 Poremećaji metabolizma magnezija
  - E83.5 Poremećaji metabolizma kalcija
  - E83.8 Ostali poremećaji metabolizma minerala
  - E83.9 Poremećaj metabolizma minerala, nespecificiran

- E84 Cistična fibroza
  - E84.0 Cistična fibroza s plućnim manifestacijama
  - E84.1 Cistična fibroza s crijevnim manifestacijama
  - E84.8 Cistična fibroza s ostalim manifestacijama
  - E84.9 Cistična fibroza, nespecificirana

- E85 Amiloidoza
  - E85.0 Neneuropatska heredofamilijarna amiloidoza
  - E85.1 Neuropatska heredofamilijarna amiloidoza
  - E85.2 Heredofamilijarna amiloidoza, nespecificirana
  - E85.3 Sekundarna sistemna amiloidoza
  - E85.4 Izolirana amiloidoza ograničena na organe
  - E85.8 Druga amiloidoza
  - E85.9 Amiloidoza, nespecificirana

- E86 Smanjenje volumena tekućina
  - E86.0 Smanjenje volumena tekućina

- E87 Ostali poremećaji tekućine, elektrolita i acido-bazne ravnoteže
  - E87.0 Hiperosmolalnost i hipernatremija
  - E87.1 Hipoosmolalnost i hiponatremija
  - E87.2 Acidoza
  - E87.3 Alkaloza
  - E87.4 Mješoviti poremećaj acido-bazne ravnoteže
  - E87.5 Hiperkalemija
  - E87.6 Hipokalemija
  - E87.7 Preopterećenost tekućinom
  - E87.8 Ostali poremećaji elektrolita i ravnoteže tekućine, nesvrstani drugamo

- E88 Ostali metabolični poremećaji
  - E88.0 Poremećaji metabolizma plazmaproteina, nesvrstani drugamo
  - E88.1 Lipodistrofija, nesvrstana drugamo
  - E88.2 Lipomatoza, nesvrstana drugamo
  - E88.8 Ostali specificirani metabolični poremećaji
  - E88.9 Metabolični poremećaj, nespecificiran

- E89 Endokrini i metabolični poremećaji nakon medicinskog postupka, nesvrstani drugamo
  - E89.0 Hipotireoza nakon medicinskog postupka
  - E89.1 Hipoinzulinemija nakon medicinskog postupka
  - E89.2 Hipoparatireoidizam nakon medicinskog postupka
  - E89.3 Hipopituitarizam nakon medicinskog postupka
  - E89.4 Oštećenje funkcije jajnika nakon medicinskog postupka
  - E89.5 Testikularna hipofunkcija nakon medicinskog postupka
  - E89.6 Adrenokortikalna (medularna) hipofunkcija nakon medicinskog postupka
  - E89.8 Ostali endokrini i metabolični poremećaji nakon medicinskog postupka
  - E89.9 Endokrini i metabolični poremećaj nakon medicinskog postupka, nespecificiran

- E90* Prehrambeni i metabolični poremećaji u bolestima svrstanim drugamo
  - E90.0* Prehrambeni i metabolični poremećaji u bolestima svrstanim drugamo

## Vanjske poveznice
- MKB-10 (C00-D48) 2007. - WHO[neaktivna poveznica]